# Liga del Fútbol Profesional Boliviano 1986
La Liga del Fútbol Profesional Boliviano 1986 è stata la 10ª edizione della massima serie calcistica della Bolivia, ed è stata vinta dal The Strongest.

## Formula
Il campionato subisce un radicale cambiamento nel formato: viene difatti diviso in due tornei separati, che si svolgono il primo nell'autunno 1986 (aprile-settembre) e il secondo nella primavera 1987 (settembre 1986-marzo 1987). Il torneo d'autunno consiste di una prima fase a gironi e una seconda a eliminazione diretta; quello primaverile è invece più complesso e richiama la struttura della stagione precedente. Una volta determinati i due club vincitori, essi si incontrano nella finalissima per decretare l'assegnazione del titolo nazionale.

## Primo torneo

### Prima fase

#### Serie A
| Pos. | Squadra         | Pt | G  | V  | N | P  | GF | GS | DR  |
| ---- | --------------- | -- | -- | -- | - | -- | -- | -- | --- |
| 1.   | Blooming        | 26 | 16 | 11 | 4 | 1  | 34 | 9  | +25 |
| 2.   | The Strongest   | 21 | 16 | 6  | 9 | 1  | 25 | 15 | +10 |
| 3.   | Destroyers      | 20 | 16 | 7  | 6 | 3  | 25 | 13 | +12 |
| 4.   | Ciclón          | 14 | 16 | 4  | 6 | 6  | 16 | 14 | +2  |
| 4.   | San José        | 14 | 16 | 5  | 4 | 7  | 12 | 26 | -14 |
| 6.   | Univ. Sucre     | 12 | 16 | 4  | 4 | 16 | 25 | -9 |     |
| 7.   | Chaco Petrolero | 8  | 16 | 1  | 6 | 9  | 12 | 28 | -16 |
| 7.   | Aurora          | 8  | 16 | 2  | 4 | 10 | 16 | 34 | -18 |

#### Serie B
| Pos. | Squadra           | Pt | G  | V | N | P | GF | GS | DR  |
| ---- | ----------------- | -- | -- | - | - | - | -- | -- | --- |
| 1.   | Oriente Petrolero | 21 | 14 | 9 | 3 | 2 | 33 | 14 | +19 |
| 1.   | Deportivo Lítoral | 19 | 14 | 8 | 3 | 3 | 27 | 16 | +11 |
| 3.   | Real Santa Cruz   | 17 | 14 | 7 | 3 | 4 | 26 | 19 | +7  |
| 4.   | Wilstermann       | 16 | 14 | 6 | 4 | 4 | 23 | 22 | +1  |
| 5.   | Bolívar           | 15 | 14 | 5 | 5 | 4 | 29 | 24 | +5  |
| 6.   | Bamin Potosí      | 7  | 14 | 1 | 5 | 8 | 10 | 26 | -16 |
| 7.   | Petrolero         | 6  | 14 | 1 | 4 | 9 | 12 | 31 | -19 |

### Seconda fase

#### Semifinali

##### Andata
| Arbitro: | Pabón |

|                                       |           |  |
| Melgar 46’ Andrada 82’ Panichelli 86’ | Marcatori |  |

| Arbitro: | Ortubé |

|                        |           |              |
| García 22’ Ramírez 75’ | Marcatori | 15’ Castillo |

##### Ritorno
| Arbitro: | Antequera |

|                                    |           |  |
| Sanz 54’ Enríquez 64’ Zambrana 81’ | Marcatori |  |

| Arbitro: | Alvarado |

|                              |           |  |
| Fontana 30’, 43’ Ayaviri 47’ | Marcatori |  |

#### Finale

##### Andata
| Arbitro: | Barrancos |

|              |           |  |
| Reynaldo 70’ | Marcatori |  |

##### Ritorno
| Arbitro: | Ortubé |

|                          |           |            |
| Moralejo 68’ Coimbra 75’ | Marcatori | 67’ Ortega |

##### Spareggio
| Arbitro: | Aliaga |

|              |           |  |
| Villegas 34’ | Marcatori |  |

## Secondo torneo

### Prima fase

#### Serie A
| Pos. | Squadra           | Pt | G  | V  | N | P  | GF | GS | DR  |
| ---- | ----------------- | -- | -- | -- | - | -- | -- | -- | --- |
| 1.   | Deportivo Lítoral | 23 | 16 | 11 | 1 | 4  | 33 | 17 | +16 |
| 2.   | The Strongest     | 20 | 16 | 8  | 4 | 4  | 34 | 25 | +9  |
| 3.   | Blooming          | 18 | 16 | 7  | 4 | 5  | 23 | 17 | +6  |
| 4.   | Petrolero         | 16 | 16 | 7  | 2 | 7  | 23 | 26 | -3  |
| 5.   | Destroyers        | 15 | 16 | 5  | 5 | 6  | 25 | 22 | +3  |
| 6.   | Ciclón            | 14 | 16 | 5  | 4 | 7  | 18 | 25 | -7  |
| 7.   | Bamin Potosí      | 11 | 16 | 3  | 5 | 8  | 16 | 35 | -19 |
| 8.   | Aurora            | 10 | 16 | 4  | 2 | 10 | 23 | 30 | -7  |

#### Serie B
| Pos. | Squadra           | Pt | G  | V | N | P  | GF | GS | DR  |
| ---- | ----------------- | -- | -- | - | - | -- | -- | -- | --- |
| 1.   | Bolívar           | 21 | 14 | 9 | 3 | 2  | 45 | 16 | +29 |
| 1.   | Wilstermann       | 18 | 14 | 7 | 4 | 3  | 30 | 23 | +7  |
| 3.   | Real Santa Cruz   | 17 | 14 | 7 | 3 | 4  | 32 | 20 | +12 |
| 3.   | Oriente Petrolero | 17 | 14 | 6 | 5 | 3  | 24 | 16 | +8  |
| 5.   | Univ. Sucre       | 14 | 14 | 6 | 2 | 6  | 19 | 24 | -5  |
| 6.   | San José          | 9  | 14 | 4 | 1 | 9  | 21 | 42 | -21 |
| 7.   | Chaco Petrolero   | 3  | 14 | 0 | 3 | 11 | 15 | 43 | -28 |

### Seconda fase

#### Serie A
| Pos. | Squadra           | Pt | G | V | N | P | GF | GS | DR  |
| ---- | ----------------- | -- | - | - | - | - | -- | -- | --- |
| 1.   | Blooming          | 7  | 6 | 3 | 1 | 2 | 17 | 6  | +11 |
| 2.   | Oriente Petrolero | 6  | 6 | 3 | 0 | 3 | 11 | 11 | 0   |
| 2.   | Deportivo Lítoral | 6  | 6 | 3 | 0 | 3 | 11 | 13 | -2  |
| 4.   | Wilstermann       | 5  | 6 | 2 | 1 | 3 | 9  | 18 | -9  |

#### Serie B
| Pos. | Squadra         | Pt | G | V | N | P | GF | GS | DR  |
| ---- | --------------- | -- | - | - | - | - | -- | -- | --- |
| 1.   | Bolívar         | 10 | 6 | 4 | 2 | 0 | 22 | 5  | +17 |
| 1.   | The Strongest   | 9  | 6 | 3 | 3 | 0 | 11 | 3  | +8  |
| 3.   | Real Santa Cruz | 5  | 6 | 2 | 1 | 3 | 9  | 19 | -10 |
| 3.   | Petrolero       | 0  | 6 | 0 | 0 | 6 | 8  | 23 | -15 |

### Fase finale

#### Semifinali

##### Andata
| Arbitro: | Barrancos |

|           |           |  |
| Rojas 19’ | Marcatori |  |

| Arbitro: | Antequera |

|                                     |           |  |
| Ferrufino 29’ Salinas 32’ Borja 40’ | Marcatori |  |

##### Ritorno
| Arbitro: | Ortubé |

|             |           |  |
| Fontana 95’ | Marcatori |  |

| Arbitro: | Aliaga |

|                                                     |           |  |
| Antelo 3’, 6’, 63’ García 7’ Célio Alves 30’ (rig.) | Marcatori |  |

#### Finale

##### Andata
| Arbitro: | Ortubé |

|                                             |           |  |
| Célio Alves 29’ (rig.) Ávila 71’ García 81’ | Marcatori |  |

##### Ritorno
| Arbitro: | Aliaga |

|             |           |              |
| Taborga 54’ | Marcatori | 83’ Da Silva |

## Finale del campionato

### Andata
| Arbitro: | Aliaga |

|                              |           |  |
| Reynaldo 3’, 10’ Ayaviri 58’ | Marcatori |  |

### Ritorno
| Arbitro: | Aliaga |

|                                          |           |              |
| Ramírez 29’ (rig.) García 51’ Antelo 68’ | Marcatori | 57’ Villegas |

### Spareggio
| Arbitro: | Aliaga |

|                                    |           |  |
| Arce 60’ Reynaldo 71’ Enríquez 86’ | Marcatori |  |

## Verdetti
- The Strongest campione nazionale
- The Strongest e Oriente Petrolero in Coppa Libertadores 1987
- Bamín e Chaco Petrolero retrocessi
- Always Ready promosso dalla seconda divisione.

## Classifica marcatori
| Gol |  |  | Giocatore               | Squadra           |
| --- |  |  | ----------------------- | ----------------- |
| 36  |  |  | Jesús Reynaldo          | The Strongest     |
| 31  |  |  | Víctor Antelo           | Bolívar           |
| 29  |  |  | Néstor Orellana         | Deportivo Lítoral |
| 25  |  |  | Carlos Fernando Borja   | Bolívar           |
| 25  |  |  | Juan Lazcano            | Real Santa Cruz   |
| 20  |  |  | Adriano Custódio Mendes | Blooming          |
| 19  |  |  | Luis Fernando Salinas   | Bolívar           |
| 19  |  |  | Juan Carlos Sánchez     | Wilstermann       |
| 17  |  |  | Jorge Hirano            | Bolívar           |
| 15  |  |  | Germán Panichelli       | Blooming          |